# Capistrano (Italia)
Capistrano es un municipio  en el territorio de la provincia de Vibo Valentia, en Calabria (Italia).

## Monumentos y lugares de interés
En la iglesia matriz de Capistrano, de estilo barroco tardío, se encuentran varias preciosas imágenes de madera policromada de los siglos XVIII y XIX, el valioso cenotafio y la tumba de 1770 (en mármol blanco de Carrara) del noble Pietro Bongiorno, el cuadro "La Bautismo de Jesús en el río Jordán", atribuido desde 1966 al conocido pintor francés Pierre-Auguste Renoir, llegó aquí en diciembre de 1881, invitado por el sacerdote capistrano don Giacomo Rizzuti, conocido en Nápoles, favorecido también por el hecho de que tenía que ir a Palermo para pintar el retrato de Wagner. La fachada de la iglesia matriz tiene tres puertas de bronce historiadas. Al borde de la carretera municipal "Montagna", se encuentra la estatua del Cristo Redentor. Más arriba un bosque milenario y maravilloso de hayas, abetos, pinos y castaños, con merenderos, fuentes, ríos y arroyos.

## Demografía
| Gráfica de evolución demográfica de Capistrano entre 1861 y 2020 |
|                                                                  |
| Fuente ISTAT - elaboración gráfica a cargo de Wikipedia          |